# Hans Schabus

Hans Schabus: „Das letzte Land“, Biennale di Venezia 2005

Hans Schabus (* 25. Jänner 1970 in Watschig, Gemeinde Hermagor-Pressegger See in Kärnten) ist ein österreichischer zeitgenössischer Künstler. Er studierte an der Akademie der bildenden Künste in Wien bei Bruno Gironcoli. Er wurde durch die Gestaltung des Österreichischen Pavillons an der 40. Biennale di Venezia im Jahr 2005 bekannt.

## Leben
Von 1991 bis 1996 besuchte Schabus die Akademie der bildenden Künste Wien.
Seit dem Jahr 2014 unterrichtet Hans Schabus die Klasse Skulptur und Raumkunst an der Universität für angewandte Kunst Wien.

Er ist der ältere Bruder des Filmemachers Robert Schabus (* 1971). Schabus lebt in Wien.

## Auszeichnungen
- 2001 Hilde-Goldschmidt-Preis, Kitzbühel, Österreich
- 2002 Staatsstipendium für bildende Kunst, Österreich
- 2005 MAK Schindler Stipendium/MAK Schindler Scholarship, Los Angeles, USA
- 2005 Kardinal-König-Kunstpreis
- 2006 Arnold-Bode-Preis
- 2006 Preis der Stadt Wien für Bildende Kunst

## Einzelausstellungen (Auswahl)
- 2000: Der Passagier, Kerstin Engholm Galerie, Österreich
- 2002: I don´t look back, I look in front, James Cohen Gallery, New York
- 2003: Transport, Bonner Kunstverein, Bonn
- 2004: Das Rendezvousproblem, Kunsthaus Bregenz, Bregenz
- 2005: Alles muss in Flammen stehen, Kerstin Engholm Galerie, Wien
- 2006: Innere Sicherheit, Kasseler Kunstverein, Kassel
- 2007: Deserted Conquest, Site Santa Fe, USA
- 2008: Next Time I´m Here I´ll Be There, Barbican Centre, London
- 2009: Is it a river?, Zero..., Mailand
- 2011: Remains of the Day, Collective, Edinburgh
- 2011: The Space of Conflict, Fundação Caixa Geral de Depósitos – Culturgest, Lissabon
- 2011: Nichts geht mehr, Institut d’Art Contemporain, Villeurbanne
- 2012: Vertikale Anstrengung, 21er Haus, Wien

## Projekte
- 2004: Knochengräber – Zeitenjäger, Österreich
- 2005: Schallplatte, Italien
- 2006: Auf der Suche nach der endlosen Säule, Österreich
- 2008: Open up Kommunikation, Österreich
- 2012: kunstwegen, Deutschland[2]